# ネトワクネトラル カレマチカノジョ
『ネトワクネトラル カレマチカノジョ』は2012年6月15日にTEATIMEより発売されたアダルトゲームである。

## 概要
たむたむす〜るで作成したヒロインを登録し、そのヒロインとの恋愛を楽しむゲーム。
"御園 心愛"と"姫椿 咲姫"の2名のうちから一人選び、ヒロインを作成していく。また、カスタムによっては男性を作ることも可能である。なお、TEATIMEは、Teatime側から提供されたもの以外のツールの使用を禁じている。
オンライン接続にも対応しており、ヒロインを「カノジョサーバー」にアップロードすることも可能である。「カノジョサーバー」を利用すると、他プレイヤーのヒロインを攻略することが可能になる他、自分の作成したヒロインも他プレイヤーに攻略されるようになる。

## あらすじ[1]
ある日、主人公は幼馴染の心愛が「恋愛の神様」によって突然モテモテになり、しまいに見知らぬ男と恋人になってどこかへ行ってしまう夢を見る。その翌日から心愛は周囲の異性にモテはじめる。「恋愛の神様」は主人公の夢にも毎晩現れるようになり、可愛い女の子の紹介をしていく。主人公は戸惑いながらもいつも通りの生活を送ろうとする。

## 登場人物[1]
御園 心愛 （みその ここあ）
身長：152cm / 43kg / 3サイズ：81-53-80 / 誕生日：6月6日 / 血液型：O型
好きなもの：ねこ　花　携帯電話　おかし　お菓子作り　カブトムシ
嫌いなもの：なれなれしい男性　命令されること
いつも主人公と一緒にいる明るい性格の女の子。男性が少し苦手であるため、主人公以外の男性とはあまり喋ろうとしない。なぜか最近モテはじめたため、突然知らない男に話しかけられることが増えて戸惑っている。
姫椿 咲姫 （ひめつばき さき）
身長：155cm / 43kg / 3サイズ：82-53-82 / 誕生日：6月6日 / 血液型：A型
好きなもの：ハムスター　カラオケ　ゲームセンター　料理が得意
嫌いなもの：真っ暗な場所　不真面目な人　カブトムシ
躾の厳しい家庭で育った礼儀正しい女の子。一見するとお淑やかだが、笑ったりはしゃぎだしたりすると元気な性格が表に出てくる。幼少時は心愛を恋のライバルと公言しており、現在はそれを口に出す事はないものの、心愛が主人公と一緒にいるのを見ると思わず二人の間に入って邪魔をしてしまう。

## スタッフ
- シナリオ - 木立あろ
- 音楽 - きくお、CowMan
- 声優
  - 御園心愛 - 桜川未央
  - 年下タイプ - 香澄りょう
  - たむたむ - 東かりん
  - 年上タイプ - 雪村とあ
  - 同い年タイプ - 白月かなめ